# Deadline (rivista)
Deadline è stata una rivista britannica di fumetti pubblicata dal 1988 al 1995.

## Storia editoriale
Venne ideata dagli artisti Brett Ewins e Steve Dillon, già autori per la rivista by 2000 AD e pubblicava sia storie a fumetti che articoli.
Le origini della rivista risalgono alla precedenti testata antologica Strange Days, creata da Ewins, Brendan McCarthy e Peter Milligan. A parte le storie a fumetti pubblicava anche articoli di ambito musicale. Insieme alle tematiche di molti dei fumetti presenti, la rivista si contraddistinse come esponente della controcultura del periodo.